# Synagogue de Dessewffy utca
La Synagogue de Dessewffy utca (en hongrois : Dessewffy utcai zsinagóga) est une synagogue située dans le 6e arrondissement de Budapest. 
Construite en 1870 dans d'anciennes écuries à proximité de Király utca et du quartier juif de la capitale, elle était fréquentée par les cochers, charretiers et porteurs juifs qui habitaient les rues avoisinantes. Bordée d'une cour, la salle de prière a été construite par étapes successives, ce qui rend l'architecture assez hétérogène du point de vue du style. L'influence Sécession y est néanmoins dominante. Une dalle de marbre de Carrare dédiée à la lecture de la Torah prend place à l'intérieur dans un ensemble Arts décos.

## Annexe